# داگلاس وینسنت
داگلاس وینسنت (انگلیسی: Douglas Vincent; ۱۰ مارس ۱۹۱۶ – ۸ اکتبر ۱۹۹۵) فرد نظامی اهل استرالیا بود. وی همچنین برندهٔ جوایزی همچون نشان حمام، نشان استرالیا، و نشان امپراتوری بریتانیا شده‌است.